# Göttinger Hainbund

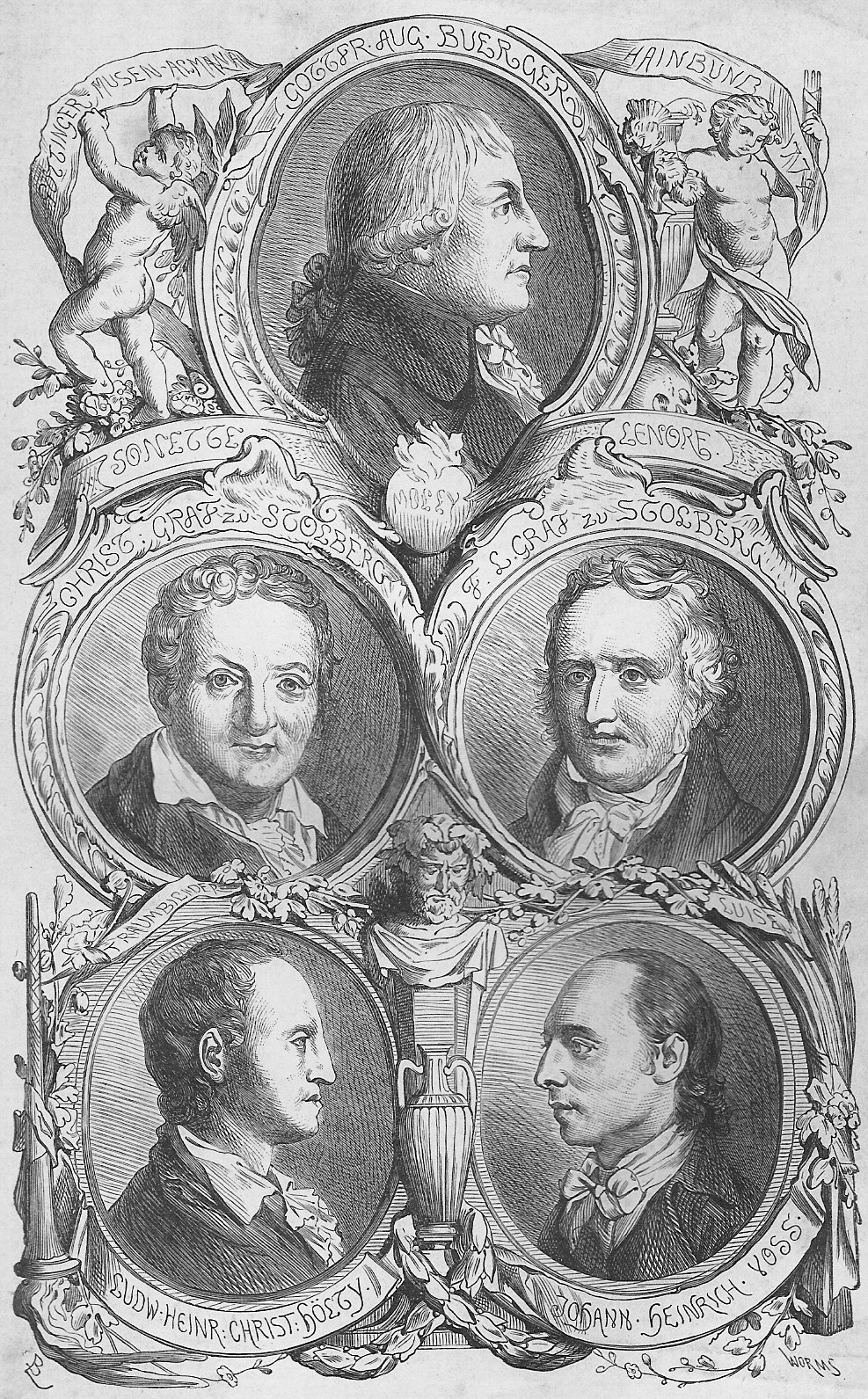
Göttinger Hainbund (Bürger, Christ. Graf zu Stolberg, F. L. Graf zu Stolberg, Hölty, Voß (shora dolů a zleva)

Göttinger Hainbund byla německá literární skupina, kterou 12. září 1772 v univerzitním městě Göttingen založili Heinrich Christian Boie, Johann Heinrich Voß, Ludwig Christoph Heinrich Hölty a hrabata ze Stolbergu.
Zakládající členové se seznámili díky svým příspěvkům do literárního časopisu Göttinger Musenalmanach, který založil v roce 1770 Heinrich Christian Boie. Nejpozději od roku 1772 byl Göttinger Musenalmanach oficiálním časopisem skupiny.
Skupina Göttinger Hainbund bývá v periodizaci německé literatury spojována se sentimentalismem (Empfindsamkeit). V přiřazení skupiny ke hnutí Sturm und Drang nebo k osvícenství se literární historikové neshodují.
Inspirací pro Göttinger Hainbund byl např. německý básník Friedrich Gottlieb Klopstock.